# 塞爾克湖
54°28′49″N 9°34′41″E / 54.48028°N 9.57806°E

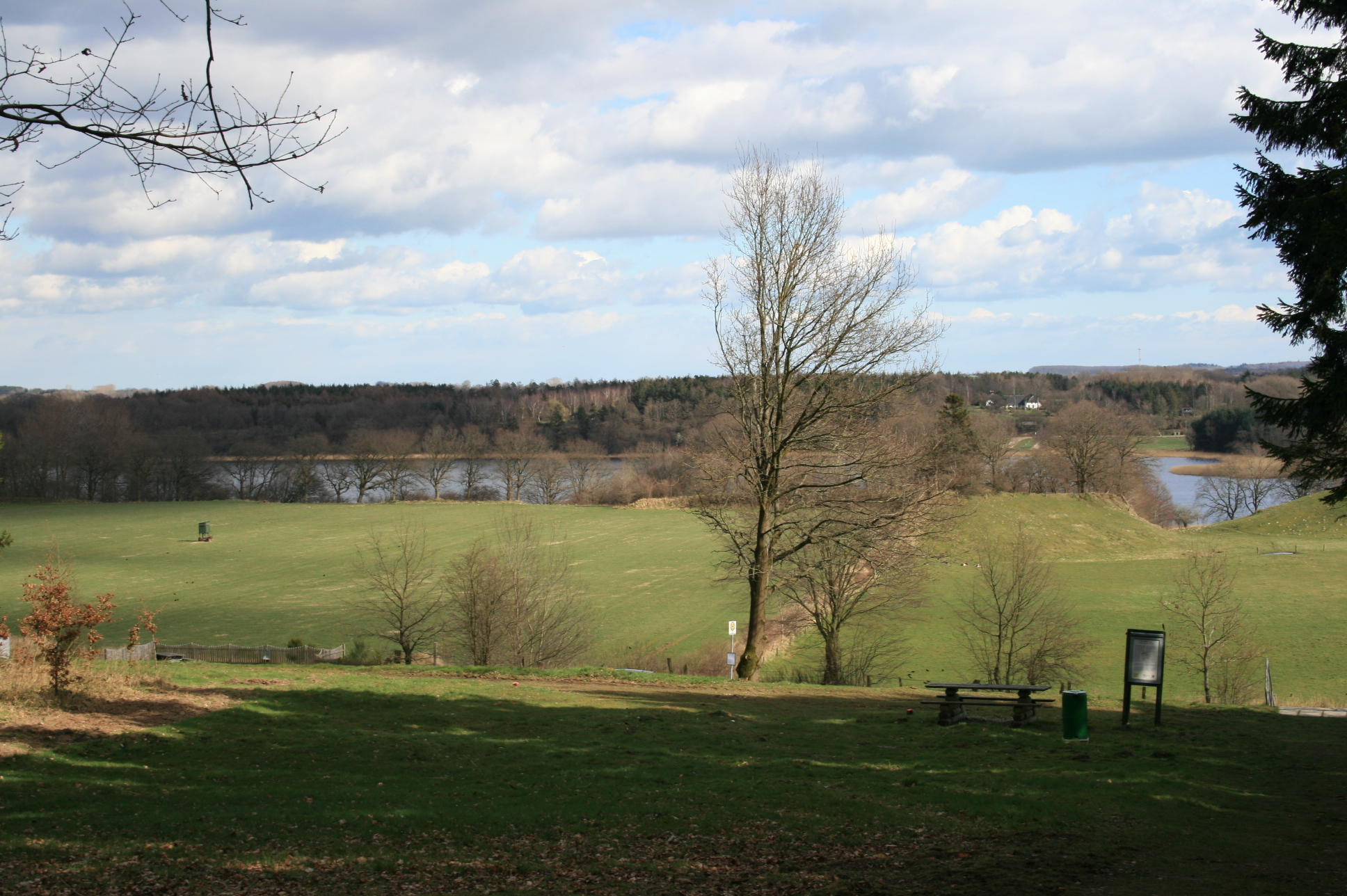

塞爾克湖（德語：Selker Noor），是德國的湖泊，位於該國北部石勒蘇益格-荷爾斯泰因州，處於石勒蘇益格附近，長1.3公里、寬0.6公里，面積0.56平方公里，平均水深3.1米，最大水深5.2米，水體容量174立方米。